# Aktanyshsky (huyện)
Huyện Aktanyshsky (tiếng Nga: ? райо́н) là một huyện hành chính tự quản (raion), của Tatarstan, Nga. Huyện có diện tích 2116 kilômét vuông. Trung tâm của huyện đóng ở Aktanysh.